# Tokashiki-jima
Tokashiki-jima (jap. 渡嘉敷島) ist eine japanische Insel in der Gruppe der Kerama-Inseln, die wiederum zu den Ryūkyū-Inseln gehören. Sie ist Teil der Präfektur Okinawa. Die Insel liegt im Ostchinesischen Meer innerhalb des Keramashotō-Nationalparks.

## Geschichte
Während des Pazifikkriegs begannen ab 23. März 1945 amerikanische Truppen die Kerama-Inseln von Schiffen aus zu beschießen. Am 26. März landeten sie auf Zamami-jima und am 27. März auf Tokashiki-jima. Die Kerama-Inseln sollten als Basis für eine Attacke auf die Hauptinsel Okinawas dienen. Die Bewohner und japanischen Soldaten flohen in die Berge. Aus Angst vor den ihnen als brutal beschriebenen Amerikanern und Briten begingen am 28. März 329 Japaner auf der Insel Suizid. Ein Denkmal erinnert an das Geschehen und am 28. März findet jährlich eine Gedenkveranstaltung statt.

## Geographie

### Topographie
Mit über 15,31 km² und einem Umfang von 19,6 km ist Tokashiki-jima die größte der Kerama-Inseln. Ihre höchste Erhebung erreicht 227,3 m.

### Demographie
Die Einwohnerzahl von Tokashiki-jima betrug 718 im Jahr 2020 und war damit nur leicht rückläufig gegenüber 725 Einwohnern im Jahr 1995.
| Jahr          | 1995 | 2000 | 2005 | 2010 | 2015 | 2020 |
| ------------- | ---- | ---- | ---- | ---- | ---- | ---- |
| Einwohnerzahl | 725  | 730  | 785  | 756  | 730  | 718  |

### Klima
Die Insel liegt in der subtropischen Klimazone.
|                        | Jan   | Feb   | Mär   | Apr   | Mai   | Jun   | Jul   | Aug   | Sep   | Okt   | Nov   | Dez   |   |         |
| Mittl. Temperatur (°C) | 15,6  | 15,7  | 17,2  | 19,5  | 22,2  | 25,1  | 26,9  | 26,8  | 25,8  | 23,5  | 20,7  | 17,4  | ⌀ | 21,4    |
| Mittl. Tagesmax. (°C)  | 17,8  | 18,1  | 19,7  | 22,0  | 24,6  | 27,5  | 29,3  | 29,3  | 28,3  | 25,8  | 22,8  | 19,5  | ⌀ | 23,8    |
| Mittl. Tagesmin. (°C)  | 13,8  | 13,8  | 15,2  | 17,6  | 20,4  | 23,4  | 25,2  | 25,1  | 24,1  | 21,9  | 19,1  | 15,7  | ⌀ | 19,6    |
|                        |       |       |       |       |       |       |       |       |       |       |       |       |   |         |
| Niederschlag (mm)      | 134,2 | 129,2 | 170,3 | 194,9 | 269,1 | 284,8 | 154,7 | 208,8 | 234,6 | 157,4 | 120,9 | 135,8 | Σ | 2.194,7 |
|                        |       |       |       |       |       |       |       |       |       |       |       |       |   |         |
| Sonnenstunden (h/d)    | 2,9   | 3,4   | 4,0   | 4,5   | 5,3   | 6,3   | 8,8   | 8,0   | 6,9   | 5,8   | 4,2   | 3,4   | ⌀ | 5,3     |
|                        |       |       |       |       |       |       |       |       |       |       |       |       |   |         |
| Regentage (d)          | 12,1  | 11,3  | 13,0  | 11,8  | 12,4  | 11,7  | 8,4   | 11,0  | 11,7  | 8,6   | 9,1   | 10,9  | Σ | 132     |

| 13,8 |

| 13,8 |

| 15,2 |

| 17,6 |

| 20,4 |

| 23,4 |

| 25,2 |

| 25,1 |

| 24,1 |

| 21,9 |

| 19,1 |

| 15,7 |

| 13,8 |

| 13,8 |

| 15,2 |

| 17,6 |

| 20,4 |

| 23,4 |

| 25,2 |

| 25,1 |

| 24,1 |

| 21,9 |

| 19,1 |

| 15,7 |

## Infrastruktur
Im Nordosten der Insel befinden sich das gleichnamige Dorf Tokashiki und ein Fährhafen. Die Hauptstadt Naha der Insel Okinawa Hontō ist mit der Fähre 70 Minuten bzw. mit dem Schnellboot 35 Minuten entfernt. Im Südwesten Tokashikis befinden sich das Dorf Aharen und der gleichnamige, bei Touristen beliebte Sandstrand. Früher war die Fischereiindustrie der Haupterwerbszweig, aber inzwischen steht die Tourismusindustrie wie Pensionen und Taucherläden im Mittelpunkt.

## Natur
Die Küste bildet im Norden der Insel hohe Sandsteinklippen, während sie im Süden flacher ausfällt. Die Insel ist von Sandstränden und artenreichen Korallenriffen umgeben. Von Dezember bis April können Buckelwale und ihre Kälber beobachtet werden. Im Tokashiki-Feuchtgebiet lebt die von der IUCN als stark gefährdet eingestufte Japanische Zacken-Erdschildkröte. Darüber hinaus ist auf der Insel die gefährdete Amamiwaldschnepfe verbreitet.

## Galerie

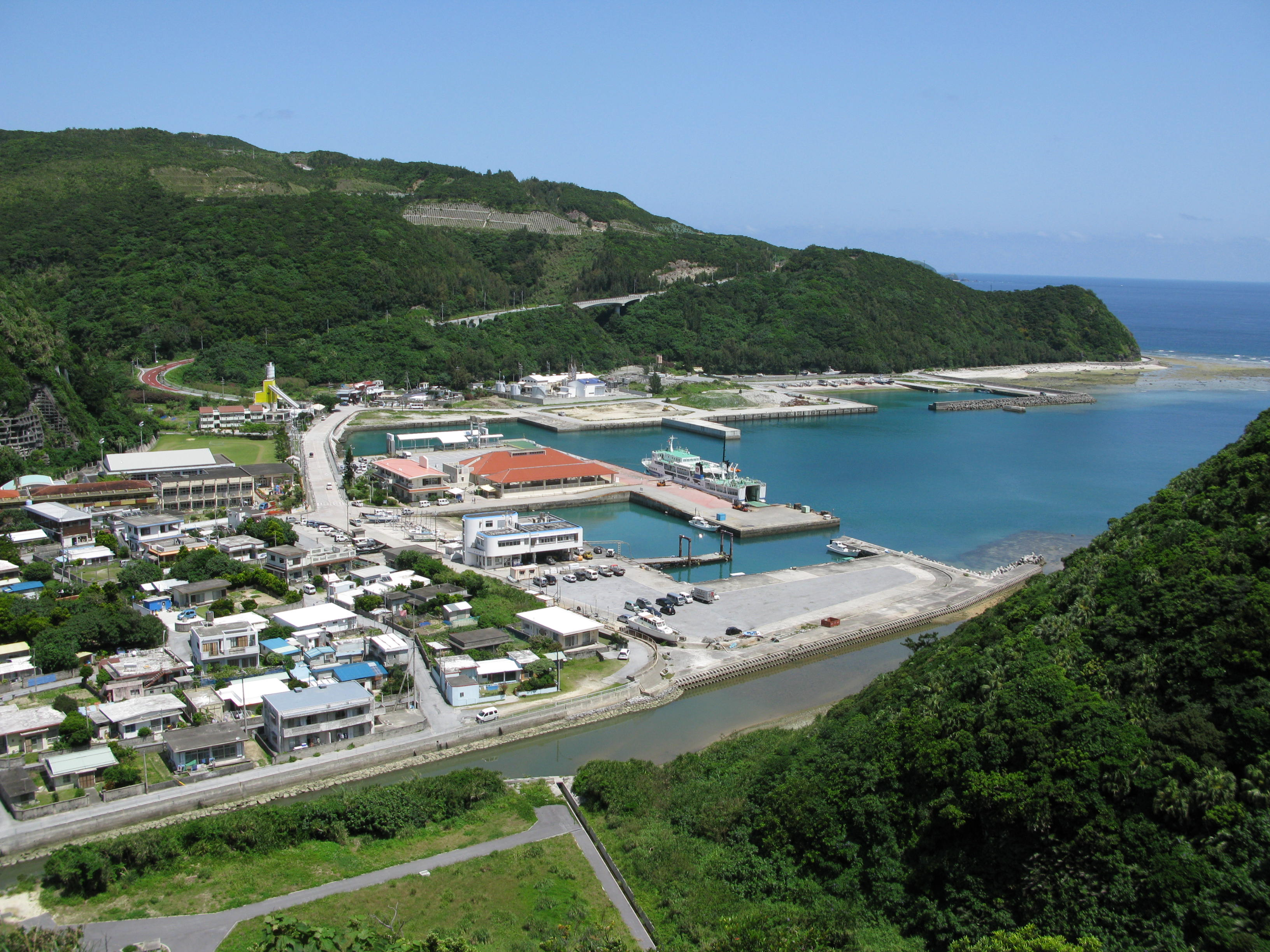
Hafen von Tokashiki
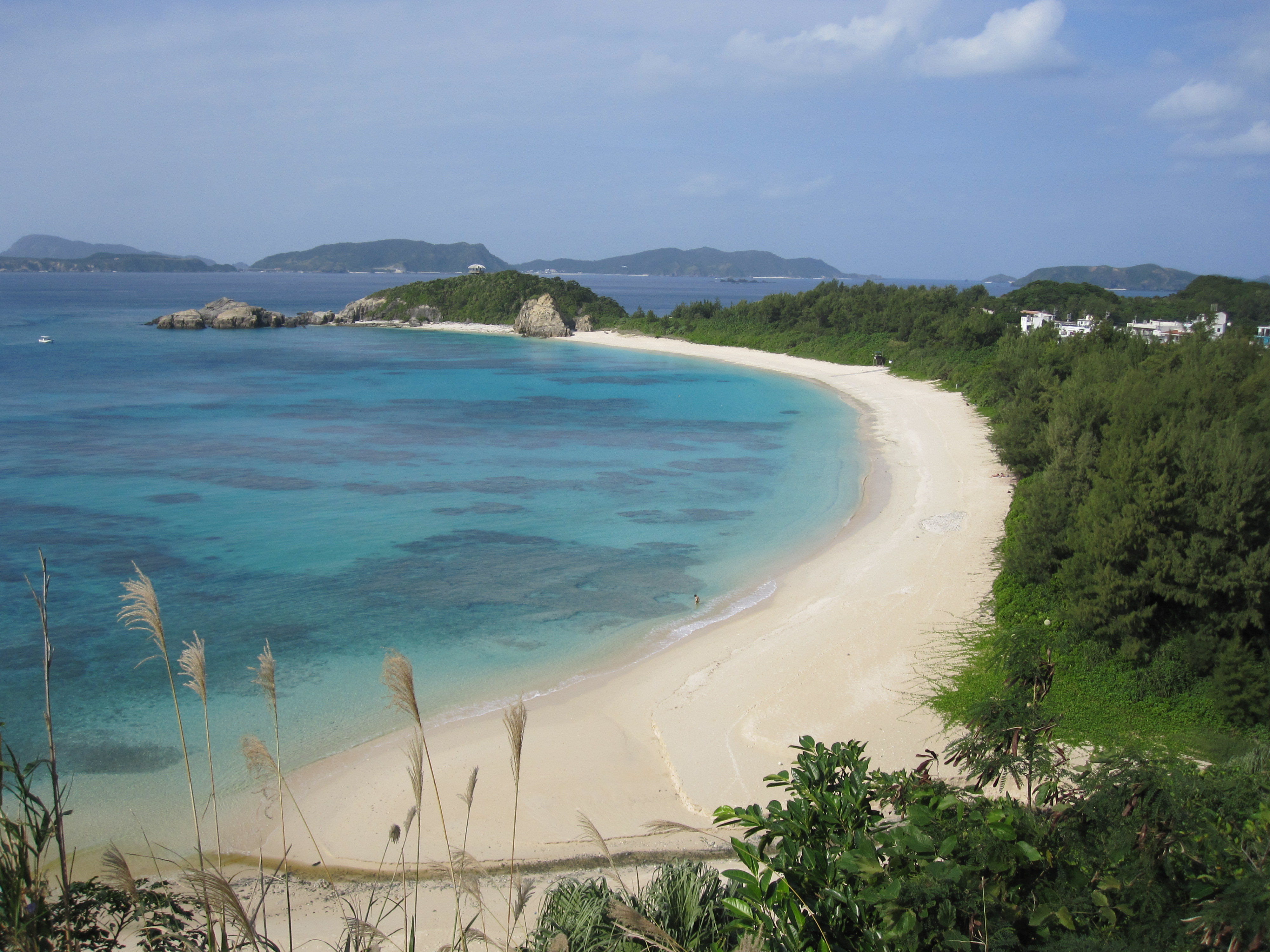
Aharen-Sandstrand
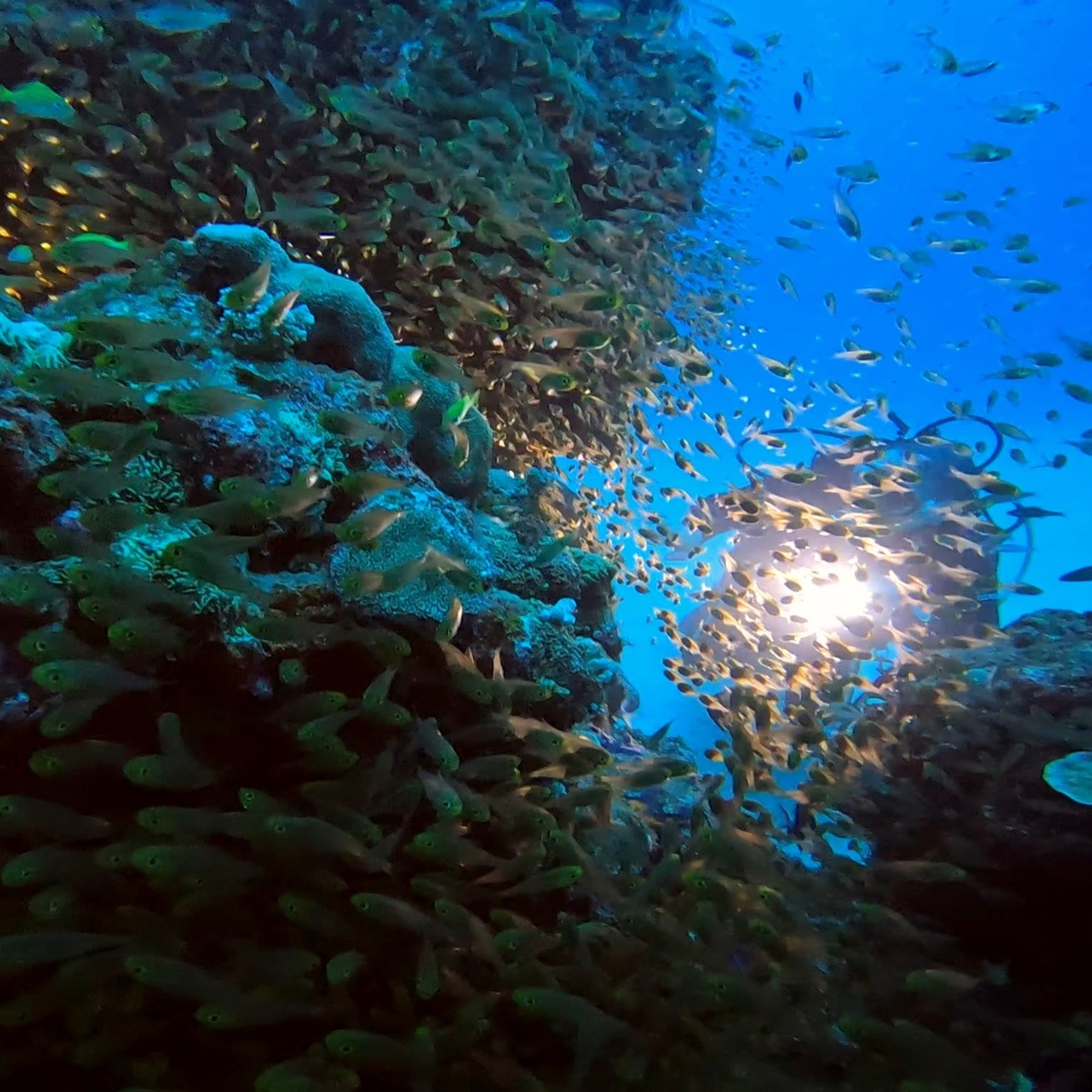
Taucher nahe der Insel
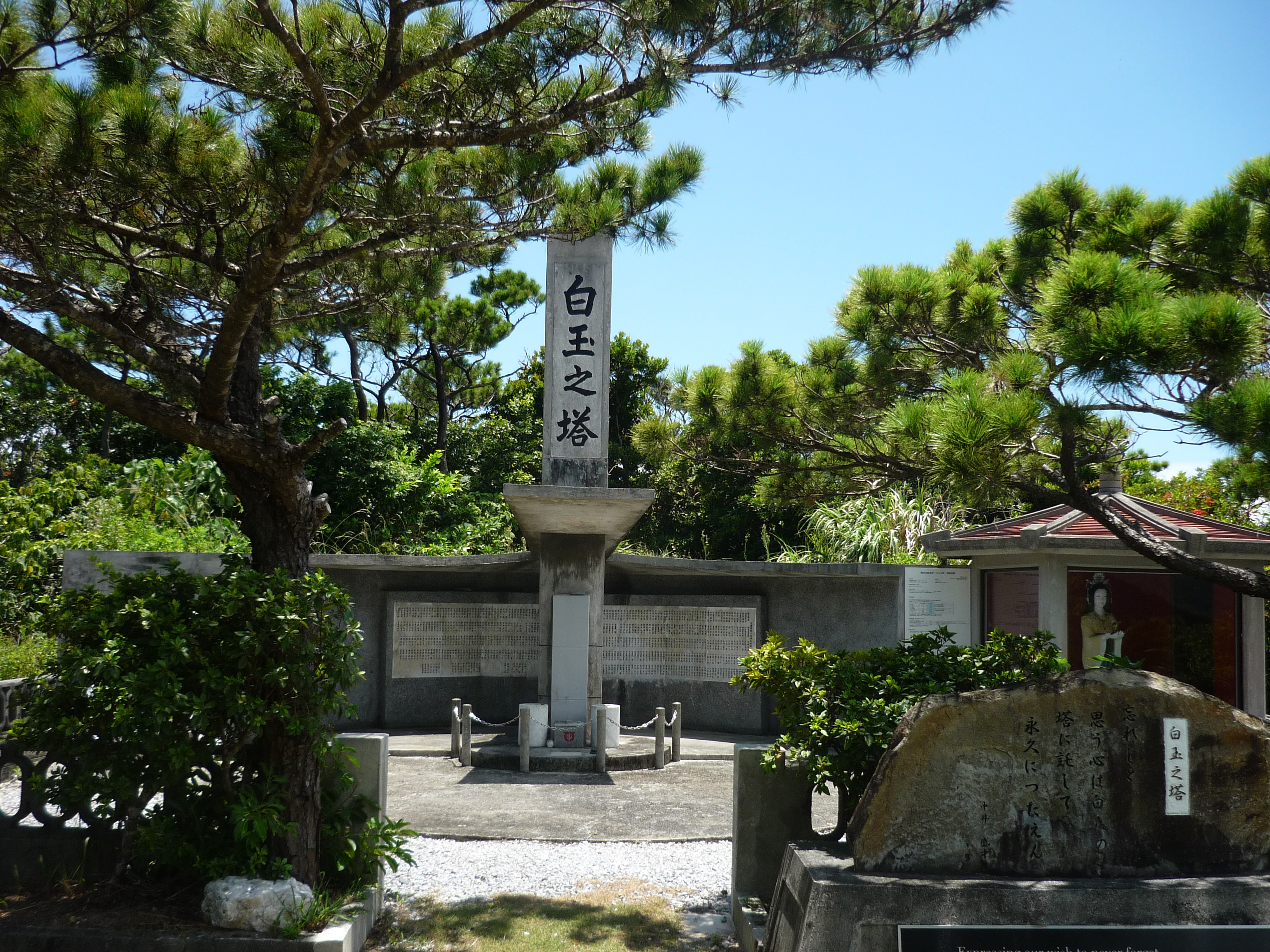
Denkmal